# آدم ووكر (سياسي)
آدم ووكر (بالإنجليزية: Adam Walker)‏ هو سياسي بريطاني، ولد في 1 أبريل 1969 في المملكة المتحدة. حزبياً، نشط في حزب وطني بريطاني.